# Våra engelska kuster
Våra engelska kuster eller Vilsegångna får (engelska: Our English Coasts, Strayed Sheep) är en oljemålning av den engelske konstnären William Holman Hunt. Den målades 1852 och är sedan 1946 utställd på Tate Britain. 
Platsen som avbildas benämns Lover's seat och ligger vid Covehurst Bay strax öster om Hastings. Målningen var ursprungligen ett beställningsverk från Charles T. Maud som önskade sig en kopia av Hunts Den lejde herden (1851). Hunt övertygade emellertid Maud om att i stället beställa en originalmålning, målningar har dock det gemensamt att de avbildar en flock får. 
Våra engelska kuster är en politisk allegori och väckte en del uppmärksamhet när Hunt ställde ut den på Royal Academy of Arts 1853. Konstkritikern Frederic George Stephens skrev att tavlan "might be taken as a satire on the reported defenseless state of the country against foreign invasion". Napoleon III hade året innan blivit utropad till kejsare av Frankrike.